# Facebook实名制争议

Facebook的要求实名制通知。

Facebook实名制争议，是指社交网站Facebook实行网络实名制而引发的争议，该网站规定用户必须使用真实的个人姓名为用户名。用户必须将Facebook认可的身份证明文件上传到Facebook，以让Facebook确认信息。如果在Facebook上的姓名被认为是虚假姓名，账户会被封停。
這場爭議源於部分用戶聲稱他們因使用真實姓名而受到Facebook的懲罰，並因此遭受了不良後果。例如，Facebook的命名政策禁止使用Facebook判斷為單字過多、大寫字母過多或名字由首字母組成的名字。Facebook的監控軟體會偵測並暫停此類帳號。這些政策阻止部分用戶以真實姓名擁有Facebook帳戶和資料。
那些無法使用真實姓名的人在投訴中指出，數百萬個Facebook帳戶使用的是假的但聽起來可信的名字，甚至是假的、明顯不可信的名字，因為Facebook的軟體無法識別它們。

## 事件背景及经过
最初，Facebook的注册仅限于哈佛学院学生；而从2006年起，任何用户输入有效电子邮件地址都可注册。这使得Facebook对每位用户的账号都采取实名制。用户必须将Facebook认可的能证明身份的文件上传到Facebook，以让Facebook确认信息。如果在Facebook上的姓名被认为是虚假姓名，账户会被封停。用户还可以举报使用虚假姓名和傀儡（或称重复账号、马甲）的用户。
Facebook的帮助中心指出，“每位用户都使用日常生活中的真实姓名，大家才能始终知道对方是谁，从而有助于保持Facebook社区的安全。”
然而，Facebook在2012年8月在发布的文件中，承认其中约有8.7％的账户是假的。这相当于Facebook有超过8300万的虚假账户。

## 政策内容

### 姓名内容
在Facebook的政策中，使用的姓名不得包括标点符号、数字、异常大写、多语种混杂字符、各种称谓，更不准使用虚假姓名。但还有一些例外情况：如果昵称是名字的另一种称呼，便可以作为名字或中名使用；允许使用名字和中间名的首字母缩写。但是，Facebook禁止假冒其他任何事物或自己以外的任何人。

### 验证身份
用户有时需要向Facebook发送带有真实姓名的证明文件副本。发送的所有文件均应包含姓名和出生日期（或姓名和照片），其他无关信息允许遮盖。关于这些信息的隐私性，Facebook表示他们与所有用户的连接都是加密的，且用户的姓名或身份得到验证后会删除证明文件，可是無法證實，令人擔憂。
用户可以提交自己的出生证明、护照、结婚证、身份证、姓名变更证明等证件中的一项，或是支票、信用卡、社会保险卡、合同、户口本等证件中的两项，以验证自己的账户。

### 其他政策
用户可以在自己的账户上列出其他名字（例如：婚前姓、昵称、专业用名），但只允许被用于“详细资料”中，而不能成为在Facebook交互时的最常用姓名。此外，用户每隔60天才能更改一次账户的姓名。

## 受到的影响
由于Facebook的政策，美洲原住民一再被限制在Facebook名字中使用自己的真实姓名。例如，南达科他州的居民罗宾·杀敌（英語：Robin Kills The Enemy，Kills The Enemy是姓）发现，Facebook 阻止她把三个词的姓氏填进去，所以她把后面三个单词中间的空格删掉，拼成一个单词。之后，Facebook没有给出任何解释就封禁了她的账户。Facebook回信告诉她：“假名违反了我们的使用条款。Facebook要求用户提供真实姓名。”虽然最后她最终设法恢复了自己的账户。但截至2015年，姓“Kills The Enemy”的用户仍然需要在没有空格的情况下拼写自己的姓氏。另一位叫Lance Brown Eyes的用户发现他的账户被封禁，当他向Facebook发送文件来证明自己的身份时，Facebook恢复了他的账号，但是把他的名字改成了“Lance Brown”。一些美洲原住民反对Facebook对他们名字的调查，也反对Facebook要求他们提供身份证明或其他文件以便使用这项服务。美国土著活动人士表示，他们正计划就Facebook的真实姓名政策对Facebook提起诉讼。
2015年，一位说盖尔语的退休警察获得了在Facebook上使用盖尔语名字的权利，尽管这不是他的合法姓名。一些苏格兰盖尔语里的姓氏，包含了两个以上的大写字母，但Facebook规定“名字不能包括异常的大写”。而泰米尔人没有姓氏，他们以父亲或母亲或父母双亲的名字作为名字的首字母，但这种账户起名方式也没有得到Facebook的认可。
除了语言和文化的问题，同性恋者、对宗教和政治持不同意见的人也因此受到影响。有些人在Facebook对特定教派或宗教发表批评言论，也有些人公开表示对无神论或不可知论持反对观点。这些对宗教信仰持不同意见的人士通常需要使用化名，以防止遭到报复。但是，Facebook同样不允许这些人群使用化名。
香港地區用戶已早於2022年更新政策強制實施Facebook實名制，並適用於香港法律規管以應付港區國安法，用戶需要誠實登記驗證法定名称及守法使用Facebook帳號若干不遵守服務條款，均會面臨法律後果，執法部門亦可突擊搜查使用者個人資料，唯此政策不包括澳門地區用戶。
在中國大陸的用戶也受此影響，絕大多數用戶帳戶被封禁。因為中國大陸用戶通常有不使用真名的習慣，中國大陸用戶需要通過科學上網才能訪問Facebook，這給賬戶的申訴帶來了很大的阻力。

## 各方意见

### Facebook
Facebook曾表示：“我们的政策从未要求Facebook上的每个人都使用他们的法定名称。我们的主旨是Facebook上的每个人都使用他们在现实生活中使用的真实姓名。”但是Facebook的帮助中心指出：“个人主页上的姓名应该与身份证上的姓名或身份证件列表中文件上的姓名一致。”
对此，2015年7月，Facebook创始人兼CEO马克·扎克伯格作出回应：“实际上我们的政策并没有什么好令人困惑的。真名指的是你用过的或你朋友叫你的名字。如果你所有的朋友都用绰号称呼你并且你也想在Facebook上用它的话，那么没关系，你可以这么做。通过这种方式，我们应该能够让每位用户都用上自己的真实名字，包括变性群体里的所有人。”此外，他在《Facebook效应》一书中说：“你只有一个身份，拥有两个身份就是缺乏诚信的一个例子。”
Facebook发言人弗雷德里克·沃伦斯（英語：Frederic Wolens）表示：“实名制文化为用户带来了更大的责任性、安全性和更加值得信任的环境。我们坚信，使用身份认证有助于用户从网站获取最大的价值。”
Facebook首席产品官克里斯·考里斯表示：“起初（身份认证）是让Facebook变得与众不同的原因之一。Facebook借此将自身服务与互联网中其他使用假名、匿名，或随机命名的社交网络准则区分开来。”
2015年10月，Facebook资深副总裁亚历克斯·舒尔茨（英語：Alex Schultz）在一封回复民间团体的公开信中表示，公司将会对实名制进行调整，放宽对假名的验证。他表示，这项措施能减少部分用户有着外人熟知的称呼，却因实名制规定而被迫改名的状况发生。Facebook希望让这些用户使用他们想要的名字。

### 外界看法
德国独立隐私中心（ULD）称：“允许在Facebook上使用化名是非常合理的。实名制既无法阻止人们利用该网站滥用攻击或挑衅服务，又不能帮助用户防止身份信息被盗。为了确保数据的使用权利和数据保护法得到实施，实名制政策必须立即从Facebook网站上取消。”德国独立隐私中心的负责人兼隐私专员蒂洛·威切特（Thilo Weichert）说：“像Facebook这样的美国网站，侵犯德国数据保护法的行为是不可接受的。我们的要求旨在最终通过法律的方式来明确谁给对Facebook负责，并明确Facebook该怎么做。”
美国科技博客网站ReadWriteWeb则认为，该政策目的是方便其他用户查找特定用户，而用户乱起名称，有违于该服务的初衷。
国际非盈利数字版权组织的电子前线基金会表示，他们“听说Facebook的‘实名制’政策对LGBT社区造成了不好的影响。”
在线杂志《奎蒂》（Queerty）认为Facebook的规定是“一种令人毛骨悚然的对权威的过度追求”。它还补充道：“有一百万个理由可以解释，为什么有人会选择用出生证上印着的名字以外的名字来命名。而且，实际上，这绝对不关你（Facebook）的事。”

## 事件后续
2014年10月，两位匿名的消息人士透露，Facebook正在研发一款独立的移动应用程序。在该应用程序中，用户不必透露真实姓名，便可以与其他用户互动。
2015年10月7日，一个位于爱尔兰的“维护语言权利组织”在Change.org网站上发起了一个在线签名请愿活动。这项请愿要求用户可以在Facebook上正常使用爱尔兰名字，而不会因实名制政策而遭到不合理封禁。发起的同日，该组织还在Facebook的欧洲总部外抗议。
2015年12月15日，在同性恋者等群体的抗议之后，Facebook宣布将为实名制政策提供一个折衷方案。他们正在制定一项议定书，使用户能够告知Facebook一些“特殊情况”，并要求使用假名，但须核实其真实身份。产品经理托德·盖奇和全球运营副总裁贾斯汀·奥索斯基也承诺，将采用一种新的方法来减少身份验证，但同时确保其他人在Facebook上的安全。这项措施受到了电子前线基金会的批评，他们指出，这种措施迫使某些用户披露个人生活的私密细节。
2017年12月15日，Facebook向美国媒体Buzzfeed证实，正在测试一款新功能，允许多个用户在同一台计算机上轻松快速地切换帐号。此举被媒体认为是“鼓励用户建立多个帐号”。
2012年12月18日，据媒体报道，德国独立隐私中心要求Facebook在德国取消实名制政策，并谴责Facebook违反了德国数据保护法。次日，Facebook表示该政策符合德国法律，并拒绝了该要求。2015年，德国汉堡数据保护机构认为，Facebook不应强迫人们使用实名注册，因为这与德国法律相冲突；Facebook则表示“对实名制政策再遭质疑感到失望”。而2018年2月，德国消费者组织联合会又因此事提起诉讼，并获得了德国柏林地方法院的支持。